# Lauro Dávila Echeverría
Lauro Dávila Echeverría (Pasaje, El Oro, 18 de agosto de 1885 - Guayaquil, Guayas, 23 de diciembre de 1968) fue un escritor, profesor y poeta ecuatoriano. Durante su vida se desempeñó como docente de varias instituciones educativas. Es el autor del tema musical "Guayaquil de mis amores". 

## Biografía
Hijo de Benigno Dávila Romero y Herlinda Echeverría, cursó sus primeros estudios en su ciudad natal. A raíz del triunfo de la Revolución liberal de Ecuador realizó sus estudios secundarios en la ciudad de Quito en el Colegio Normal "Juan Montalvo", obteniendo el título de profesor normalista y donde años más tarde trabajaría como docente; ejerció durante 4 años la docencia en esta institución. En el año de 1909 se trasladó a Guayaquil donde se desempeñó como maestro en varios establecimientos educativos y contrajo nupcias con su colega, la guayaquileña Rosa Amada Villegas, quien fuera, durante su adolescencia, la musa del poeta guayaquileño Medardo Ángel Silva.
Durante esta época escribe numerosos poemas líricos y románticos, algunos de los cuales posteriormente fueron musicalizados, así como artículos para varias revistas; también creció su afición a la música, tocaba la guitarra y el piano y escribió la música y letra de 23 canciones, y además de otros poemas cuya música fue compuesta por talentosos artistas como Nicasio Safadi, Francisco Paredes Herrera, Constantino Mendoza, entre otros. 
El 20 de marzo de 1929, mientras daba un paseo cerca del río Guayas junto a Safadi, concibió la idea de escribir la canción Guayaquil de mis amores, con música compuesta por Nicasio Safadi, y que fue grabada en la ciudad de New York el 19 de julio de 1930, en los estudios Columbia Phonograph Company, hoy conocida como Columbia Records cuyos cantantes fueron el dúo Ibáñez-Safadi. Desde entonces dicho tema musical ha sido interpretado por innumerables cantantes, incluso por el afamado Julio Jaramillo.
Dávila fue miembro fundador del Sindicato Nacional de Músicos, que es una institución gremial de músicos ecuatorianos fundada en 1938, de la que también fue su primer secretario general
Murió en el 23 de diciembre de 1968, en la ciudad de Guayaquil.

## Obra
Entre sus literarias más destacadas tenemos:
- Lira del alma (poemario)
- El diablo comedia (poemario)
- 21 estampas de la vida real (poemario)
- Películas y relámpagos (poemario)
- El Diablo (comedia)
- Los viriles (comedia)
- Mascarita de carnaval (pasillo)
- La casita de mi amada (pasillo)
- Guayaquil de mis amores (pasillo)[5]

## Premios y distinciones
- En 1945 recibió la medalla de oro del Concejo de Guayaquil.
- En 1966 recibió la medalla al mérito literario del Concejo Cantonal de Guayaquil.[1]